# Pyrausta comastis
Pyrausta comastis là một loài bướm đêm trong họ Crambidae.